# Чигилашвили, Адам Исакович
Адам Исакович Чигилашвили (23 декабря 1904 года, село Земо-Ходашени, Тионетский уезд, Тифлисская губерния, Российская империя — дата смерти неизвестна, Грузинская ССР) — грузинский советский партийный и государственный деятель, председатель исполнительного комитета Гурджаанского района Совета депутатов трудящихся Грузинской ССР. Герой Социалистического Труда (1949).

## Биография
Родился в 1904 году в крестьянской семье в селе Земо-Ходашени Тионетского уеда (в советское время — Ахметский район, сегодня — одноимённый муниципалитет). Окончил местную сельскую школу. Получил высшее образование. Трудился на различных административных и хозяйственный должностях. В 1926 году вступил в ВКП(б). В июле 1941 года призван в Красную Армию по мобилизации. Воевал при обороне Кавказа в составе 79-го стрелкового корпуса 364-й стрелковой дивизии 3-й Ударной армии. В августе 1945 года демобилизовался в звании майора и возвратился на родину.
В 1945 году назначен председателем райисполкома Гурджаанского района. Занимался развитием сельского хозяйства. Благодаря его хозяйственной деятельности сельскохозяйственные предприятия Гурджаанского района по итогам Четвёртой пятилетки (1946—1950) достигли довоенного уровня сельскохозяйственного производства. В 1948 году в целом по району урожай винограда превысил плановый сбор на 19 %. Указом Президиума Верховного Совета СССР от 9 августа 1949 года удостоен звания Героя Социалистического Труда за «получение высоких урожаев винограда в 1948 году» с вручением ордена Ленина и золотой медали «Серп и Молот» (№ 4344).
Этим же Указом званием Героя Социалистического Труда были награждены первый секретарь Гурджаанского райкома партии Пенкришвили И. А., заведующий районным отделом сельского хозяйства Абрам Михайлович Давиташвили, главный агроном района Михаил Георгиевич Арчевнишвили и двенадцать тружеников различных колхозов Гурджаанского района.
По итогам работы в 1949 году был награждён в 1950 году Орденом Ленина.
Возглавлял Гурджаанский район до выхода на пенсию. Дата его смерти не установлена.
Награды
- Герой Социалистического Труда
- Орден Ленина — дважды (1949; 25.11.1950)
- Орден Красной Звезды (02.07.1944)
- Орден Отечественной войны 1 степени — дважды (29.03.1945; 03.07.1945)
- Орден Отечественной войны 2 степени (15.01.1945)
- Медаль «За оборону Кавказа» (01.05.1944)
- Медаль «За победу над Германией в Великой Отечественной войне 1941—1945 гг.»